# Крейг Віттус
Крейг Віттус (англ. Craig Wittus; нар. 24 лютого 1957) — колишній американський тенісист.
Найвищу одиночну позицію світового рейтингу — 94 місце досяг 11 липня 1983, парну — 42 місце — 3 січня 1983 року.
Здобув 2 парні титули.
Найвищим досягненням на турнірах Великого шолома було 3 коло в парному розряді.

## Фінали за кар'єру

### Парний розряд (2–1
| Результат | W/L | Дата     | Турнір             | Покриття | Партнер      | Суперники                        | Рахунок       |
| --------- | --- | -------- | ------------------ | -------- | ------------ | -------------------------------- | ------------- |
| Перемога  | 1–0 | Лют 1982 | Каракас, Венесуела | Тверде   | Стів Мейстер | Ерік Фромм Кері Лідс             | 6–7, 7–6, 6–4 |
| Перемога  | 2–0 | Лип 1982 | Бостон, США        | Ґрунт    | Стів Мейстер | Фредді Зауер Схалк ван дер Мерве | 6–2, 6–3      |
| Поразка   | 2–1 | Сер 1982 | Клівленд, США      | Тверде   | Метт Мітчелл | Віктор Амая Генк Пфістер         | 4–6, 6–7      |